# Isotoma hiemalis
Isotoma hiemalis är en urinsektsart som beskrevs av Heinrich Wilhelm Schott 1893. Isotoma hiemalis ingår i släktet Isotoma och familjen Isotomidae. Inga underarter finns listade i Catalogue of Life.